# Campeonato Neerlandés de Fútbol 1955-56
El Campeonato Neerlandés de Fútbol 1955/56 fue la 67.ª edición del campeonato de fútbol de los Países Bajos. Participaron 36 equipos divididos en dos divisiones. El campeón nacional sería determinado por un grupo final formado con los ganadores y segundos lugares de cada división. Rapid JC ganó el campeonato de este año.

## Divisiones

### Hoofdklasse A
|    | Club                          | PJ | PG | PE | PP | GF | GC | Pts | DG  |                                            |
| -- | ----------------------------- | -- | -- | -- | -- | -- | -- | --- | --- | ------------------------------------------ |
| 1  | Sparta Rotterdam              | 34 | 18 | 10 | 6  | 60 | 38 | 46  | +22 | Clasificados al grupo final por el título. |
| 2  | NAC                           | 34 | 20 | 5  | 9  | 58 | 40 | 45  | +18 | Clasificados al grupo final por el título. |
| 3  | Fortuna                       | 34 | 16 | 12 | 6  | 66 | 34 | 44  | +32 |                                            |
| 4  | AFC Ajax                      | 34 | 17 | 8  | 9  | 64 | 44 | 42  | +20 |                                            |
| 5  | VVV Venlo                     | 34 | 16 | 8  | 10 | 55 | 34 | 40  | +19 |                                            |
| 6  | DOS                           | 34 | 16 | 8  | 10 | 91 | 68 | 40  | +23 |                                            |
| 7  | FC Eindhoven                  | 34 | 13 | 12 | 9  | 57 | 46 | 38  | +11 |                                            |
| 8  | BVC Amsterdam                 | 34 | 14 | 9  | 11 | 58 | 43 | 37  | +15 |                                            |
| 9  | NOAD                          | 34 | 13 | 10 | 11 | 55 | 55 | 36  | +0  |                                            |
| 10 | Limburgia                     | 34 | 12 | 11 | 11 | 56 | 56 | 35  | 0   | Descenso a la Eerste Divisie.              |
| 11 | SBV Excelsior                 | 34 | 12 | 10 | 12 | 53 | 61 | 34  | -8  | Descenso a la Eerste Divisie.              |
| 12 | ADO Den Haag                  | 34 | 12 | 8  | 14 | 59 | 62 | 32  | -3  | Descenso a la Eerste Divisie.              |
| 13 | Stormvogels                   | 34 | 10 | 12 | 12 | 60 | 66 | 32  | -6  | Descenso a la Eerste Divisie.              |
| 14 | Roda Sport                    | 34 | 8  | 9  | 17 | 63 | 81 | 25  | -18 | Descenso a la Eerste Divisie.              |
| 15 | Vitesse                       | 34 | 8  | 8  | 18 | 48 | 67 | 24  | -19 | Descenso a la Eerste Divisie.              |
| 16 | Hollandia Victoria Combinatie | 34 | 6  | 12 | 16 | 45 | 71 | 24  | -16 | Descenso a la Eerste Divisie.              |
| 17 | VV Rigtersbleek               | 34 | 8  | 4  | 22 | 44 | 86 | 20  | -38 | Descenso a la Eerste Divisie.              |
| 18 | EBOH                          | 34 | 3  | 12 | 19 | 40 | 80 | 18  | -40 | Descenso a la Eerste Divisie.              |

PJ = Partidos jugados; PG = Partidos ganados; PE = Partidos empatados; PP = Partidos perdidos; GF = Goles a favor; GC = Goles en contra; Pts = Puntos; DG = Diferencia de goles

### Hoofdklasse B
|    | Club            | PJ | PG | PE | PP | GF | GC  | Pts | DG  |                                                             |
| -- | --------------- | -- | -- | -- | -- | -- | --- | --- | --- | ----------------------------------------------------------- |
| 1  | Elinkwijk       | 34 | 22 | 6  | 6  | 79 | 36  | 50  | +43 | Clasificado al grupo final por el título.                   |
| 2  | Rapid           | 34 | 20 | 8  | 6  | 90 | 46  | 48  | +44 | Desempate debido a la igualdad en puntos.                   |
| 3  | SC Enschede     | 34 | 21 | 6  | 7  | 91 | 56  | 48  | +35 | Desempate debido a la igualdad en puntos.                   |
| 4  | PSV Eindhoven   | 34 | 22 | 3  | 9  | 96 | 55  | 47  | +41 |                                                             |
| 5  | Feijenoord      | 34 | 17 | 7  | 10 | 93 | 62  | 41  | +31 |                                                             |
| 6  | BVV Den Bosch   | 34 | 17 | 5  | 12 | 67 | 45  | 39  | +22 |                                                             |
| 7  | Willem II       | 34 | 17 | 5  | 12 | 64 | 53  | 39  | +11 |                                                             |
| 8  | MVV Maastricht  | 34 | 16 | 6  | 12 | 68 | 47  | 38  | +21 |                                                             |
| 9  | DFC             | 34 | 15 | 7  | 12 | 69 | 61  | 37  | +8  | Desempate por el descenso.                                  |
| 10 | GVAV Rapiditas  | 34 | 15 | 7  | 12 | 68 | 64  | 37  | +4  | Desempate por el descenso.                                  |
| 11 | Alkmaar '54     | 34 | 13 | 7  | 14 | 47 | 55  | 33  | -8  | Descenso a la Eerste Divisie.                               |
| 12 | Sittardia       | 34 | 12 | 9  | 13 | 63 | 77  | 33  | -14 | Descenso a la Eerste Divisie.                               |
| 13 | De Graafschap   | 34 | 8  | 11 | 15 | 46 | 72  | 27  | -26 | Descenso a la Eerste Divisie.                               |
| 14 | SHS             | 34 | 11 | 5  | 18 | 58 | 75  | 25  | -17 | Se le descontaron 2 puntos y desciende a la Eerste Divisie. |
| 15 | SVV             | 34 | 9  | 6  | 19 | 57 | 69  | 24  | -12 | Descenso a la Eerste Divisie.                               |
| 16 | HFC EDO         | 34 | 9  | 4  | 21 | 37 | 66  | 22  | -29 | Descenso a la Eerste Divisie.                               |
| 17 | De Volewijckers | 34 | 5  | 3  | 26 | 49 | 126 | 13  | -77 | Descenso a la Eerste Divisie.                               |
| 18 | Emma            | 34 | 2  | 5  | 27 | 28 | 105 | 9   | -77 | Descenso a la Eerste Divisie.                               |

PJ = Partidos jugados; PG = Partidos ganados; PE = Partidos empatados; PP = Partidos perdidos; GF = Goles a favor; GC = Goles en contra; Pts = Puntos; DG = Diferencia de goles

## Desempate
- Rapid 4 - 3 SC Enschede

Rapid clasificado al grupo final por el título.

## Desempate por el descenso
- GVAV Rapiditas 4 - 3 DFC (después del tiempo suplementario)

El DFC desciende.

## Grupo final por el título
|   | Club             | PJ | PG | PE | PP | GF | GC | Pts | DG |                 |
| - | ---------------- | -- | -- | -- | -- | -- | -- | --- | -- | --------------- |
| 1 | Rapid JC         | 6  | 4  | 0  | 2  | 13 | 7  | 8   | +6 | Copa de Europa. |
| 2 | NAC              | 6  | 4  | 0  | 2  | 13 | 11 | 8   | +2 |                 |
| 3 | Elinkwijk        | 6  | 2  | 1  | 3  | 12 | 14 | 5   | -2 |                 |
| 4 | Sparta Rotterdam | 6  | 1  | 1  | 4  | 7  | 13 | 3   | -6 |                 |

PJ = Partidos jugados; PG = Partidos ganados; PE = Partidos empatados; PP = Partidos perdidos; GF = Goles a favor; GC = Goles en contra; Pts = Puntos; DG = Diferencia de goles
|                              |
| Campeón Rapid JC 1.er título |